# Maxim Dlugy
Maxim Dlugy (né le 29 janvier 1966 à Moscou) est un grand maître américain du jeu d'échecs d'origine russe.

## Biographie
Dlugy a émigré vers les États-Unis en 1979. Sa force sur l'échiquier ne s'est réellement développée qu'à partir des années 1980. Il obtient le titre de maître international en 1982, il est 3e au championnat d'échecs des États-Unis en 1984, puis remporte le championnat du monde d'échecs junior en 1985.
En avril 1985, à 19 ans, il est qualifié pour jouer dans l'interzonal de Tunis où il finit 6e-8e et n'est pas qualifié pour le tournoi des candidats.
Il est 2e ex æquo au tournoi de New York en 1985.
Le titre de grand maître lui est octroyé à l'Olympiade de Dubai en 1986 durant laquelle il défend le 2e échiquier de réserve des États-Unis (+4 =3 -0, médaille de bronze par équipe et à l'échiquier). En 1986-1987, il est 2e ex æquo à Clichy.
En 1987, il remporte le National Open à Las Vegas et est 3e au championnat des États-Unis. En 1988, il est premier du World Open à Philadelphie.
Dlugy est réputé pour être un redoutable joueur de blitz. En 1988 et 1990, il gagne l'Open de blitz des États-Unis. Entre 1988 et 1993, il est classé premier par la World Blitz Chess Association.
En 1989, il est 1er ex æquo de l'American Open.
Il s'est orienté vers l'organisation du jeu et a été élu président de la fédération américaine des échecs en 1990 et reste à ce poste jusqu'en 1993.
En 1991, il remporte la 2e coupe Harvard homme-machine. En 1992, il est le 3e joueur américain, derrière Gata Kamsky et Gregory Kaidanov.
Il a été recruté par Bankers Trust comme opérateur de marché.

## Apport à la théorie des ouvertures
Une variante du gambit Benko porte son nom.